# Anaso Jobodwana
Anaso Jobodwana, född den 30 juli 1992 i Aberdeen i Östra Kapprovinsen, är en sydafrikansk friidrottare som tävlar i kortdistanslöpning.
Jobodwana vann dubbla guldmedaljer, på 100 och 200 meter, vid Universiaden i Kazan 2013. Vid VM i Peking 2015 vann han brons på 200 meter med tiden 19,87 sekunder, vilket är personligt och sydafrikanskt rekord.